# Argininemia
Argininemia, deficiência de arginase ou hiperargininemia é um erro inato da doença autossômica recessiva do metabolismo, caracterizada por deficiência da enzima arginase, responsável por um defeito na etapa final do ciclo da ureia, resultando em um acúmulo de arginina e amoníaco no sangue. O amoníaco, que é produto da quebra de proteínas no interior das células do fígado, é neurotóxica mesmo em quantidades pequenas. Se não tratada, pode causar problemas musculares e atraso de desenvolvimento.

É motivada  por mutação homozigótica ou heterozigótica integrada no gene arginase-1, ARG1, pertencente ao cromossomo 6q23, que é encarregada pela modificação de arginina em ureia e ornitina. Essa enfermidade é descrita bioquimicamente pelo acúmulo tecidual de arginina e de compostos guanidínicos. Os pacientes hiperargininêmicos podem manifestar um quadro progressivo de tetraplegia espástica, atraso de crescimento, convulsões, hiperatividade, hepatomegalia, outros sintomas da doença e decorrências.

Encontra-se no cromossomo 6

```
Hereditariedade: 
Autossômica recessiva
```

```
Idade de início: Infância
```

```
Sinônimos: Deficiência de ARG1; Hiperargininemia; Arginase;
```

```
Sequenciamento
 completo do gene ARG1 (6q23).
```

```
O gene ARG1 humano fornece instruções para a produção da enzima arginase e codifica essa proteína.
```

```
A arginase 
catalisa
 a 
hidrólise
 da 
arginina
 em 
ornitina
 e 
ureia
.
```

## Causas

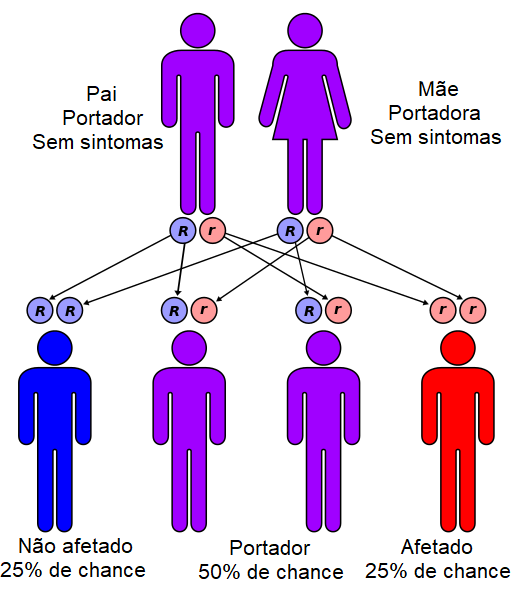
Hereditabilidade recessiva (em espanhol).

É uma doença genética recessiva, então se ambos pais possuem o gene pra mutação em ARG1, um filho(a) tem 25% de chance em ter a doença. Se um dos pais possui a doença, a chance do filho de também ter é de 80% com outro portador ou 0% com não portador do gene. Pessoas que nascem sem arginase funcional produzem quantidades nocivas de arginina e acúmulo de amoníaco que se acumulam no sangue e danificam os neurônios, que são especialmente sensíveis aos efeitos a um excesso de amônia.

## Sinais e sintomas
Argininemia geralmente torna-se evidente em cerca de 3 anos de idade. Na maioria das vezes aparece como rigidez, especialmente nas pernas, causada pelo estiramento anormal dos músculos (espasticidade). Outros sintomas podem incluir mais lento do que o crescimento normal, atraso no desenvolvimento e eventual perda de marcos de desenvolvimento, retardo mental, convulsões, tremores e dificuldade de equilíbrio e coordenação (ataxia). Ocasionalmente, as refeições de alta proteína ou estresse causado pela doença ou períodos sem comida (jejum) pode causar amônia para acumular mais rapidamente no sangue. Este rápido aumento da amônia pode levar a episódios de irritabilidade, recusa alimentar e vômitos.
Os sinais e sintomas iniciais em bebês de 1 a 3 anos e podem incluir: 
- Falta de apetite;
- Mal estar após refeições com alta proteína (carne, ovo ou sementes/grãos)
- Vômitos;
- Irritabilidade;
- Letargia.

Depois dos 3 anos:
- Pouco crescimento;
- Fraqueza muscular
- Espasticidade
- Microcefalia
- Convulsões
- Retardo mental

Se não tratado pode ser fatal antes dos 5 anos.

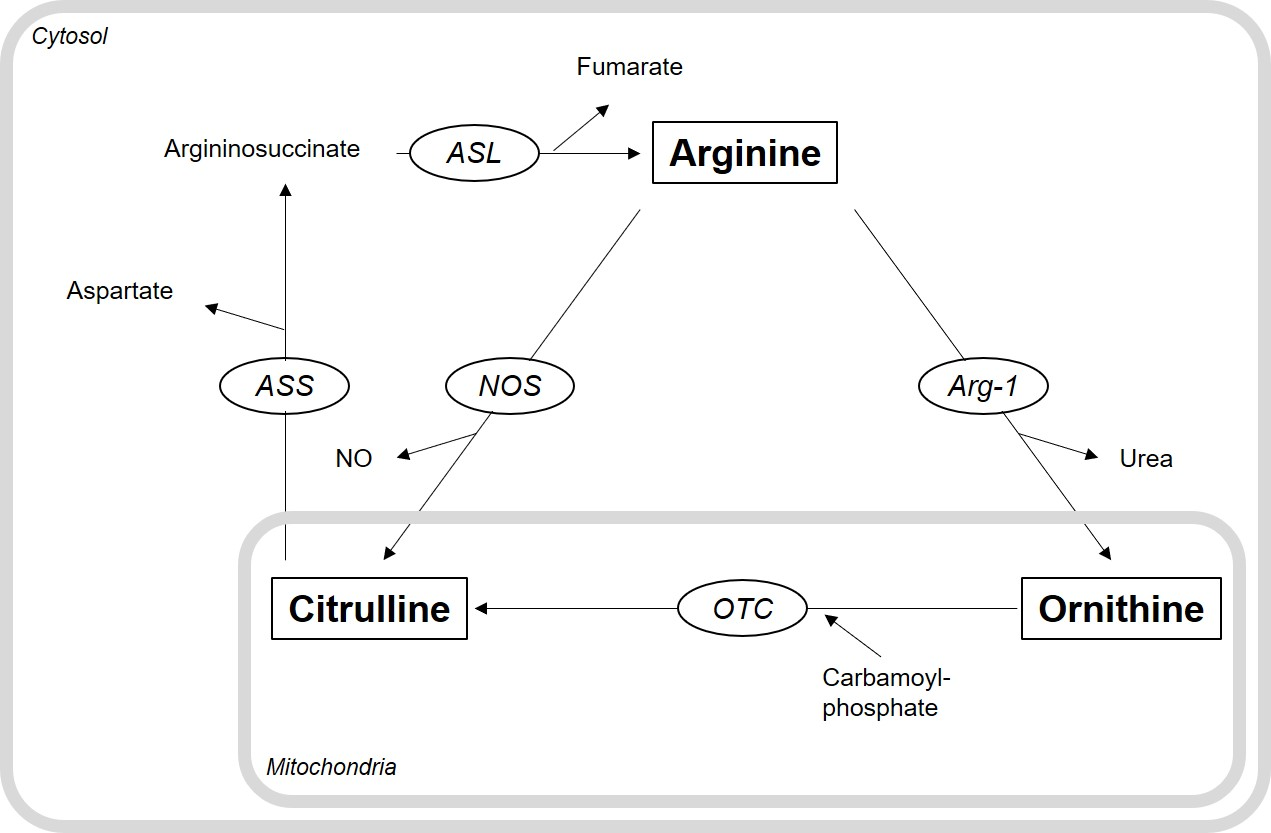
A arginina é convertida em duas vias relevantes. Em uma via, é convertida pela Arginase 1 (Arg-1) em uréia e ornitina, que são precursores de poliaminas e colágenos. Na outra via, a arginina é convertida pela NOS (óxido nítrico sintase) em NO (óxido nítrico) e citrulina. A citrulina, por sua vez, é reciclada pela argininossuccinato sintetase (ASS) para argininossuccinato e então pela argininossuccinato liase (ASL) para arginina novamente. A ornitina adicional é convertida em citrulina pela ornitina transcarbamoilase (OTC).

## Diagnóstico
Pode ser descoberta por exame sanguíneo fetal ou do bebê para detectar: 
- Arginina elevada;
- Falta de arginase.
- Por análise de aminoácidos no sangue e estudo do gene ARG1.
- Em pacientes portadores de hiperargininemia, detalhando a localização das alterações genéticas no cromossomo 6,
- Análise laboratorial que detecte a arginina em concentrações elevadas no plasma ou outros fluidos corporais, constando o defeito na enzima arginase I.
- Além disso, o diagnóstico também pode ser realizado no período pré-natal, por meio de análise do líquido amniótico e de vilosidades coriônicas, para posterior análise genética, com intuito de expor mutações no gene ARG1.

## Epidemiologia
A prevalência de argininemia é estimada em 1 em 1.100.000, sendo mais diagnosticado em franceses, canadenses e japoneses.

## Tratamento
Se a condição for detectada precocemente e o tratamento adequado é iniciado, os pacientes podem levar uma vida normal e saudável. O procedimento a ser seguido inclui uma dieta com pouca proteína e a utilização de fármacos referentes  benzoato de sódio ou fenilbutiratos para remover a carga de nitrogênio, utilizando um mecanismo alternativo. Os pacientes devem ter acompanhamento médico com frequência no período semestral com testes laboratoriais para verificar a concentração de aminoácidos e assim manter os níveis de amônia normais.
Entretanto, nem todos os pacientes respondem bem ao tratamento, há uma parcela considerável que aponta eficiente diminuição dos danos neurológicos e ascensão do quadro clínico.
Em pacientes com argininemia de início neonatal sob tratamento, os níveis médios de arginina variaram entre 163 e 489 mol / l, e em pacientes com doença de início tardio em tratamento, os níveis médios de arginina variaram entre 163 e 381 mol / l.
Essas informações indicam a dificuldade de totalizar níveis de arginina abaixo de 200 mol / l, como aconselhado.

## Glosário
·     Doença autossômica recessiva: ocorre em um cromossomo que não é responsável pela determinação do sexo do bebê. As doenças autossômicas atingem meninos e meninas na mesma proporção. É recessiva porque é necessário para desenvolver a doença, ter herdado uma cópia do gene defeituoso de cada um dos pais.
·     Enzima arginase: é uma enzima que catalisa a hidrólise da l-arginina em l-ornitina e ureia.
·     Amoníaco: gás de odor muito picante e sabor cáustico, formado pela combinação de nitrogênio e de hidrogênio (NH3).
·     Proteínas: composto orgânico, formado combinações de aminoácidos ou cadeias polipeptídicas, muito importante para os seres vivos, sendo necessário na dieta de animais ou dos organismos incapazes de fazer fotossíntese: a carne, os ovos, a soja e alguns cereais são fontes de proteínas.
·     Neurotóxica: são substâncias químicas altamente tóxicas que envenenam o sistema nervoso central do corpo e impedem que ele funcione adequadamente.
·     Homozigótica: produz apenas um tipo de gametas com respeito a um caráter especificado.
·     Heterozigótica: indivíduo que tem dois alelos diferentes do mesmo gene.
·     Ureia: substância produzida no fígado a partir da amônia, resultante do metabolismo das proteínas, sendo eliminada através da urina.
·     Ornitina: aminoácido básico cristalino ou xaroposo, formado junto com ureia na hidrólise de arginina e encontrado na urina.
·     Enfermidade: qualquer alteração patológica do corpo; doença, moléstia, patologia.
·     Tetraplegia espástica: é um tipo específico de paralisia cerebral espástica que se refere à dificuldade em controlar os movimentos nos braços e pernas.
·     Hiperatividade: doença crônica que inclui dificuldade de atenção, hiperatividade e impulsividade.
·     Hepatomegalia: aumento do fígado pode não ser causado por doenças subjacentes.
·     Convulções: contração violenta que causa uma dor intensa, provocada por uma alteração no sistema nervoso.
·     Doença genética: é um problema genético causado por uma ou mais anormalidades formadas no genoma.
·     Gene: elemento do cromossomo, formado por um seguimento de ADN, que condiciona a transmissão e a manifestação dos caracteres hereditários,  tornando um indivíduo diferente de outro.
·     Neurônios: também chamados de células nervosas, são células do sistema nervoso que estão relacionadas com a propagação do impulso nervoso, sendo consideradas as unidades básicas desse sistema.
·     Cromossomo 6: o cromossoma 6 é um dos 23 pares de cromossomas do cariótipo humano.
·     Líquido amniótico: líquido existente na cavidade amniótica entre 0,5 a 1 litro onde flutua o feto.
·     Gene ARG1: gene humano que codifica a proteína arginase.
·     Benzoato de sódio: benzoato de sódio é o sal de sódio do ácido benzoico.
·     Nitrogênio: elemento químico simples gasoso (símbolo N), incolor, inodoro e insípido, compõe em volume cerca de 78% da atmosfera.
·     Mol: mol ou a mole é a unidade de base do Sistema Internacional de Unidades para a grandeza quantidade de substância.
·     Ciclo da ureia: consiste em uma série de reações enzimáticas que convertem a amônia, liberada durante o catabolismo das proteínas, em ureia.

## Saiba mais em outras fontes de informações
- https://doi.org/10.1007/8904_2013_218
- https://doi.org/10.1007/BF00210403
- https://medlineplus.gov/genetics/condition/arginase-deficiency/